# Tylosin
Tylosin ist ein bakteriostatisches Antibiotikum aus der Wirkstoffklasse der 16-gliedrigen Makrolide. Es wurde erstmals im Boden in Thailand gefunden. Es wird aus Streptomyces fradiae gewonnen und besteht neben der Hauptkomponente Tylosin A zu 20 % aus unterschiedlichen Anteilen von Desmycosin, Macrocin und Relomycin. Die Nebenkomponenten tragen zur Wirksamkeit bei. Tylosin ist eine schwache Base mit einem pKs-Wert von 7,1. Chemisch handelt es sich um einen Lactonring mit 16 Atomen, der glycosidisch mit den Monosacchariden Mycinose, Mycaminose und Mycarose verbunden ist. Tylosin ist lipophil und dadurch gut membrangängig.
Tylosin in Reinform ist ein weißes bis blassgelbes Pulver, das eher schlecht in Wasser, aber sehr gut in Ethanol und Fett löslich ist. Das Tartratsalz hingegen ist gut in Wasser löslich. Für die i.v.-Injektion wird Tylosin in einer 50-prozentigen Propylenglycollösung gelöst. Tylosin wirkt bei Hautkontakt hoch allergen.
Für die meisten grampositiven und gramnegativen Bakterien sowie für Mycoplasmen hat Tylosin eine minimale Hemm-Konzentration (MHK) von 0,2 bis 0,5 μg/ml. Sein ausgeprägter postantibiotischer Effekt sorgt für eine über das Absetzen der Medikation hinausreichende Wirkung.
Tylosin ist nur zu veterinärmedizinischem Gebrauch und in Forschungseinrichtungen zugelassen. Neuerdings wird eine Anwendung in der Therapie des humanen Morbus Crohn geprüft. In ersten Versuchen scheint Tylosin dem Metronidazol zumindest gleichwertig in der positiven Beeinflussung der enteralen Entzündung zu sein.
| Name      | Anderer Name | Summenformel | Molmasse | Anteil          | Anteil          |
| --------- | ------------ | ------------ | -------- | --------------- | --------------- |
| Tylosin A | Tylosin A    | C46H77NO17   | 916      | mindestens 80 % | mindestens 95 % |
| Tylosin B | Desmycosin   | C39H65NO14   | 772      | -               | mindestens 95 % |
| Tylosin C | Macrocin     | C45H75NO17   | 902      | -               | mindestens 95 % |
| Tylosin D | Relomycin    | C46H79NO17   | 918      | -               | mindestens 95 % |

## Wirkungsmechanismus
Tylosin hemmt wie Erythromycin die Proteinsynthese an der ribosomalen 50-S-Untereinheit. Während Erythromycin nur die Bindung der Peptidyl-tRNA verhindert, blockiert Tylosin auch die Bindung von Aminoacyl-tRNA. Damit wird die Transkription wichtiger bakterieller DNA-Informationen in ihre Endprodukte effektiver behindert.

## Resistenzen
Die Bildung von Resistenzen gegen Tylosin erfolgt langsam. Die Übertragung erfolgt über bakterielle Plasmide. So ist eine mögliche Resistenzentwicklung von Enterobakterien, Staphylokokken, Streptokokken, Brachyspira (Treponema) hyodysenteriae sowie Mycoplasma gallisepticum bekannt. Aufgrund des oben beschriebenen Wirkmechanismus können Koagulase-positive Staphylokokken resistent gegen Erythromycin sein, dabei aber empfindlich auf Tylosin reagieren. Die Europäische Union hat Tylosin wegen seiner seinerzeit missbräuchlichen Verwendung als Leistungsförderer in der Tiermast auf den Index gesetzt. Es darf seit 1999 nur noch bei tierärztlich diagnostizierter Erkrankung eines Tieres verabreicht werden. Dies soll den Verbraucher vor eventueller Zufuhr von Tylosin mit Entwicklung resistenter Darmbakterien schützen. Eine von der EU dazu in Auftrag gegebene Studie kommt zwar zum Ergebnis, dass Tylosin in niedrigen Dosen zu keiner Resistenzentwicklung in der menschlichen Darmflora in Bezug auf Enterobakterien führt. Die Indexierung bleibt sicherheitshalber bestehen. Seit 2006 sind Antibiotika als Mastbeschleuniger in der EU generell verboten.

## Pharmakokinetik
Tylosinphosphat wird im Gastrointestinaltrakt schlecht resorbiert. Zur oralen Substitution ist die Tartratform geeignet, die vor allem im Dünndarm gut aufgenommen wird. Im Serum werden geringere Konzentrationen als in der Peripherie (Lunge, Niere, Leber, Euter) gemessen.
Im Plasma wird Tylosin wird an alpha-1-Säureglycoprotein und Albumin gebunden. Bei Rind und Schwein beträgt die Plasmaproteinbindung 35 bis 45 %. Tylosin wird speziesabhängig zum Teil in der Leber verstoffwechselt, zu 20 bis 40 % über die Nieren und zu 7 bis 10 % im Kot in unveränderter Form ausgeschieden.

## Wechselwirkungen
Im Wesentlichen interagiert Tylosin aufgrund der chemischen Verwandtschaft ähnlich wie Erythromycin. Es hemmt in der Leber das Enzymsystem CYP3A4. Medikamente wie Lidocain, Warfarin, Diazepam und andere, die über dieses System eliminiert werden, liegen unter Tylosintherapie länger in höheren Wirkspiegeln vor. Insbesondere muss auf eine Erhöhung der Wirkung von Digitalisglycosiden mit daraus resultierender Toxizität geachtet werden.

## Labor
Bei kolorimetrischer Bestimmung des AST/ALT können falschpositive Werte unter Therapie mit Tylosin resultieren. Auch bei fluorometrischer Bestimmung von Katecholaminen aus dem Urin wurden gewisse Abweichungen festgestellt.

## Erregerspektrum
Besondere Empfindlichkeit gegenüber Tylosin zeigen Staphylococcus intermedius, Clostridium spp., insbesondere Clostridium perfringens, Mycoplasma spp., grampositive Kokken und Lawsonia intracellularis.

## Wirksamkeit
Bei folgenden Tierkrankheiten ist die Wirksamkeit von Tylosin erwiesen:
- Schweinedysenterie, Porcine intestinale Spirochätose, Porcine proliferative Enteritis verursacht durch Lawsonia intracellularis, Mykoplasmenarthritis und Polyserositis des Schweins, Erysipeloid (Rotlauf) des Schweins
- Mykoplasmenpneumonie, Fußräude, Metritis und durch grampositive Kokken bedingte Mastitis des Rinds sowie Mykoplasmenarthritis des Kalbes
- Campylobacter-Infektionen des Schafes
- Mykoplasmose und Spirochätose des Geflügels
- Lumpy jaw disease des Kängurus.

## Handelsnamen
Tylan, Tylosel, Tylo-Suscit